# Vought V-173
Vought V-173 «Skimmer» («Шумовка») еще часто называемым «летающий блин» «Flying pancake» — экспериментальный самолет вертикального взлета и посадки (СВВП), построенный Чарльзом Циммерманом, немецким аэродинамиком, эмигрировавшим в США.

## История
В 1930-х годах Чарльз Циммерман был аэронавигационным инженером, который разрабатывал концепцию летательного аппарата вертикального взлета и посадки с «круглым крылом». Работал над множеством проектов самостоятельно и с компанией Vought. После представления масштабных моделей, включая дистанционно управляемую, электрически приводимую в действие крупномасштабную модель Vought V-162 ВМС США обратились к Циммерману с предложением финансировать дальнейшее развитие.
Полноразмерный прототип был построен из древесины, фанеры и холста. Пара двигателей Continental A-80 по 80 л. с. приводили в движение пропеллеры огромных размеров, которые не задевали землю при взлете только благодаря удлиненным стойкам шасси. Стояночный угол — 22°.

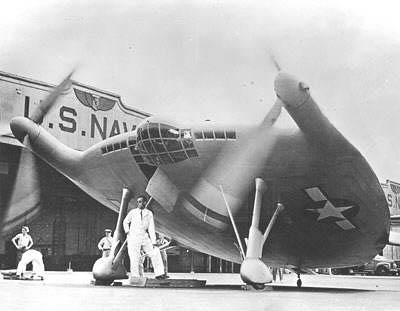
V-173. 1942 г. Наземное обслуживание.

Первый полёт V-173 был совершён 23 ноября 1942 года под управлением главного летчика-испытателя компании Vought Буна Гейтона. Летные испытания V-173 продолжались в 1942 и 1943 годах. В итоге было совершено 190 полётов.
V-173 в настоящее время является частью Смитсоновской коллекции (под наблюдением Пола Э. Гарбера) на Серебряном Холме, штат Мэриленд.
V-173 стал прототипом Vought XF5U-1, палубного истребителя той же компоновки, но с цельнометаллическим корпусом большего размера и почти в пять раз более тяжелого.

## Характеристики

### Общие характеристики
- Экипаж: 1 человек
- Длина: 26 футов 8 дюймов (8,13 м)
- Размах крыла: 23 фута 4 дюйма (7,11 м)
- Высота: 14 футов 9 дюймов (4,51 м)
- Площадь крыла: 427 футов² (44,2 м²)
- Нагруженный вес: 2,258 фунтов (1,024 кг)
- Силовая установка: два двигателя Continental A-80 водяного охлаждения, 80 л. с. (60 кВт каждый)

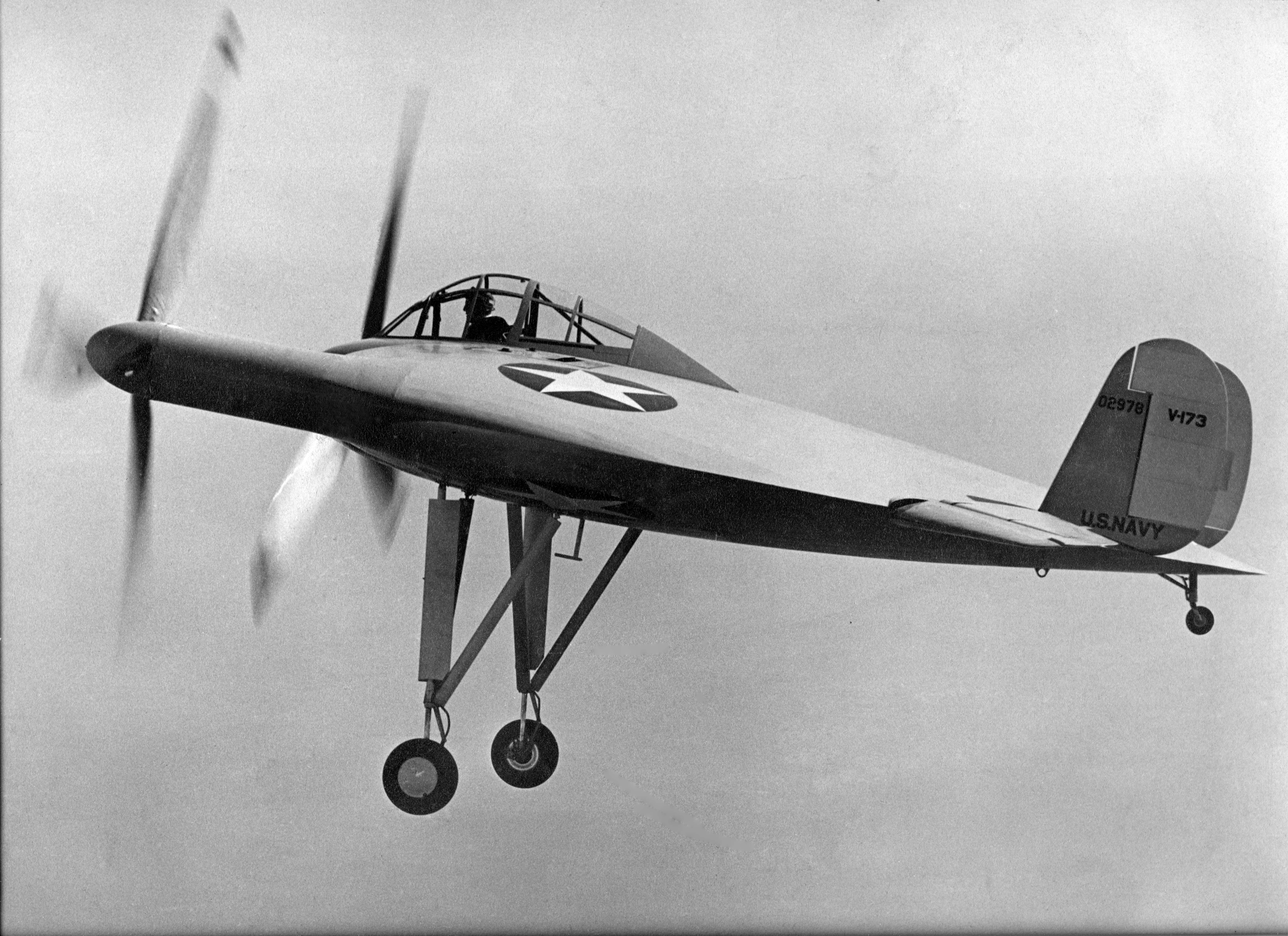
V-173. 1942 г. Испытательный полёт.

### Летные характеристики
- Максимальная скорость: 138 миль в час (222 км/ч)
- Скороподъемность: 5,000 футов за 7 минут (1,100 м за 5 минут)